# Danh sách giải thưởng và đề cử của Người Nhện: Vũ trụ mới
Người Nhện: Vũ trụ mới là phim điện ảnh hoạt hình máy tính siêu anh hùng năm 2018 của Mỹ lấy nhân vật Miles Morales của Marvel Comics làm trung tâm. Tác phẩm do hai hãng Columbia Pictures và Sony Pictures Animation hợp tác sản xuất cùng Marvel, với Sony Pictures Releasing chịu trách nhiệm phân phối. Đây là phim điện ảnh hoạt hình đầu tiên thuộc thương hiệu Người Nhện, với Bob Persichetti, Peter Ramsey và Rodney Rothman đảm nhiệm vị trí đạo diễn, cùng phần kịch bản do Phil Lord và Rothman chắp bút. Phim có sự tham gia lồng tiếng của Shameik Moore trong vai nhân vật chính Miles Morales / Spider-Man, cùng với Jake Johnson, Hailee Steinfeld, Mahershala Ali, Brian Tyree Henry, Lily Tomlin, Luna Lauren Velez, John Mulaney, Kimiko Glenn, Nicolas Cage và Liev Schreiber trong vai các nhân vật phụ. Lấy bối cảnh trong một đa vũ trụ mang tên "Spider-Verse", Miles Morales bất đắc dĩ trở thành một Spider-Man mới; và cậu cùng với những Spider-Man từ các chiều không gian khác sẽ hợp tác với nhau để giải cứu Thành phố New York khỏi kẻ phản diện Kingpin.
Người Nhện: Vũ trụ mới công chiếu ra mắt tại rạp Regency Village Theater ở Los Angeles vào ngày 1 tháng 12 năm 2018 và chính thức công chiếu thương mại tại các rạp chiếu phim của Mỹ từ ngày 14 tháng 12 năm 2018 dưới định dạng Dolby Cinema, RealD 3D, IMAX 3D và 4DX. Tác phẩm thu về hơn 375 triệu USD toàn cầu so với mức kinh phí sản xuất 90 triệu USD. Trên hệ thống tổng hợp kết quả đánh giá Rotten Tomatoes, phim nhận được 97% lượng đồng thuận dựa theo 388 bài đánh giá, với điểm trung bình là 8,8/10. Trên trang Metacritic, phần phim đạt số điểm 87 trên 100, dựa trên 50 nhận xét, chủ yếu là những lời khen ngợi. Lượt bình chọn của khán giả trên trang thống kê CinemaScore cho phần phim điểm "A+" trên thang từ A+ đến F, trong khi đó trang PostTrak cho biết 90% số khán giả cho phim phản hồi tích cực, cùng với đánh giá 5 sao.
Người Nhện: Vũ trụ mới đã nhận tổng cộng 71 đề cử và trong đó giành chiến thắng tại 40 hạng mục tại nhiều giải thưởng khác nhau. Phim giành chiến thắng ở hạng mục Phim hoạt hình hay nhất tại Giải Quả cầu vàng lần thứ 76, và cũng giành được giải thưởng tương tự tại Giải Critics' Choice lần thứ 24 và Giải Oscar lần thứ 91. Đây là phim điện ảnh không phải của Disney/Pixar đầu tiên giành chiến thắng Giải Oscar cho Phim hoạt hình hay nhất kể từ Rango (2011), trở thành tác phẩm không phải của Disney/Pixar thứ 6 đạt được danh hiệu này. Tại Giải Annie lần thứ 46, Người Nhện: Vũ trụ mới nhận được bảy đề cử và giành chiến thắng cả bảy, trong đó bao gồm hạng mục Phim hoạt hình hay nhất.

## Giải thưởng và đề cử
| Giải thưởng                                     | Ngày                 | Hạng mục                                                                       | Đề cử | Kết quả   | Nguồn         |
| ----------------------------------------------- | -------------------- | ------------------------------------------------------------------------------ | --- | --------- | ------------- |
| Giải Oscar                                      | 24 tháng 2 năm 2019  | Phim hoạt hình hay nhất                                                        | Bob Persichetti, Peter Ramsey, Rodney Rothman, Phil Lord và Christopher Miller                                                | Đoạt giải | [ 11 ]        |
| Hiệp hội các nhà phê bình phim người Mỹ gốc Phi | 11 tháng 12 năm 2018 | Phim hoạt hình xuất sắc nhất                                                   | Người Nhện: Vũ trụ mới | Đoạt giải | [ 12 ]        |
| Liên minh các nữ nhà báo hoạt động về điện ảnh  | 10 tháng 1 năm 2019  | Phim hoạt hình xuất sắc nhất                                                   | Bob Persichetti, Peter Ramsey và Rodney Rothman                                                                               | Đoạt giải | [ 13 ] [ 14 ] |
| Liên minh các nữ nhà báo hoạt động về điện ảnh  | 10 tháng 1 năm 2019  | Nhân vật hoạt hình nữ xuất sắc nhất                                            | Hailee Steinfeld vai Gwen Stacy                                                                                               | Đề cử     | [ 13 ] [ 14 ] |
| Các nhà biên tập điện ảnh Hoa Kỳ                | 1 tháng 2 năm 2019   | Phim điện ảnh hoạt hình được biên tập xuất sắc nhất                            | Robert Fisher Jr. | Đoạt giải | [ 15 ]        |
| Giải thưởng Âm nhạc Mỹ                          | 24 tháng 11 năm 2019 | Hợp tác của năm                                                                | "Sunflower" | Đề cử     | [ 16 ]        |
| Giải thưởng Âm nhạc Mỹ                          | 24 tháng 11 năm 2019 | Bài hát yêu thích – Pop/Rock                                                   | "Sunflower" | Đề cử     | [ 16 ]        |
| Giải Annie                                      | 2 tháng 2 năm 2019   | Phim hoạt hình hay nhất                                                        | Avi Arad, Amy Pascal, Phil Lord, Christopher Miller và Christina Steinberg                                                    | Đoạt giải | [ 17 ]        |
| Giải Annie                                      | 2 tháng 2 năm 2019   | Thành tựu đột phá cho nhân vật hoạt hình trong một sản phẩm điện ảnh hoạt hình | David Han | Đoạt giải | [ 17 ]        |
| Giải Annie                                      | 2 tháng 2 năm 2019   | Thành tựu đột phá cho thiết kế nhân vật trong một sản phẩm điện ảnh hoạt hình  | Shiyoon Kim | Đoạt giải | [ 17 ]        |
| Giải Annie                                      | 2 tháng 2 năm 2019   | Thành tựu đột phá cho chỉ đạo đạo diễn trong một sản phẩm điện ảnh hoạt hình   | Bob Persichetti, Peter Ramsey và Rodney Rothman                                                                               | Đoạt giải | [ 17 ]        |
| Giải Annie                                      | 2 tháng 2 năm 2019   | Thành tựu đột phá cho thiết kế sản xuất trong một sản phẩm điện ảnh hoạt hình  | Justin K. Thompson | Đoạt giải | [ 17 ]        |
| Giải Annie                                      | 2 tháng 2 năm 2019   | Thành tựu đột phá cho biên kịch trong một sản phẩm điện ảnh hoạt hình          | Phil Lord và Rodney Rothman                                                                                                   | Đoạt giải | [ 17 ]        |
| Giải Annie                                      | 2 tháng 2 năm 2019   | Thành tựu đột phá cho dựng phim trong một sản phẩm điện ảnh hoạt hình          | Bob Fisher, Andrew Leviton và Vivek Sharma                                                                                    | Đoạt giải | [ 17 ]        |
| Nghiệp đoàn chỉ đạo nghệ thuật                  | 2 tháng 2 năm 2019   | Thiết kế sản xuất xuất sắc trong phim hoạt hình                                | Justin K. Thompson | Đề cử     | [ 18 ]        |
| Giải BET                                        | 23 tháng 6 năm 2019  | Phim xuất sắc nhất                                                             | Người Nhện: Vũ trụ mới | Đề cử     | [ 19 ]        |
| Giải Black Reel                                 | 7 tháng 2 năm 2019   | Trình diễn lồng tiếng đột phá                                                  | Mahershala Ali | Đề cử     | [ 20 ] [ 21 ] |
| Giải Black Reel                                 | 7 tháng 2 năm 2019   | Trình diễn lồng tiếng đột phá                                                  | Brian Tyree Henry | Đề cử     | [ 20 ] [ 21 ] |
| Giải Black Reel                                 | 7 tháng 2 năm 2019   | Trình diễn lồng tiếng đột phá                                                  | Shameik Moore | Đoạt giải | [ 20 ] [ 21 ] |
| Giải thưởng Điện ảnh Viện Hàn lâm Anh Quốc      | 10 tháng 2 năm 2019  | Phim hoạt hình hay nhất                                                        | Bob Persichetti, Peter Ramsey, Rodney Rothman và Phil Lord                                                                    | Đoạt giải | [ 22 ]        |
| Hiệp hội phê bình phim Chicago                  | 7 tháng 12 năm 2018  | Phim hoạt hình xuất sắc nhất                                                   | Người Nhện: Vũ trụ mới | Đoạt giải | [ 23 ]        |
| Giải Cinema Audio Society                       | 16 tháng 2 năm 2019  | Thành tựu đột phá cho hòa âm trong một phim điện ảnh – Hoạt hình               | Brian Smith, Aaron Hasson, Howard London, Michael Semanick, Tony Lamberti, Sam Okell và Randy K. Singer                       | Đề cử     | [ 24 ]        |
| Giải Lựa chọn của giới phê bình điện ảnh        | 13 tháng 1 năm 2019  | Phim hoạt hình hay nhất                                                        | Bob Persichetti, Peter Ramsey và Rodney Rothman                                                                               | Đoạt giải | [ 25 ]        |
| Hiệp hội phê bình phim Dallas–Fort Worth        | 17 tháng 12 năm 2018 | Phim hoạt hình xuất sắc nhất                                                   | Người Nhện: Vũ trụ mới | Runner-up | [ 26 ]        |
| Hiệp hội phê bình phim Detroit                  | 3 tháng 12 năm 2018  | Phim hoạt hình xuất sắc nhất                                                   | Người Nhện: Vũ trụ mới | Đoạt giải | [ 27 ]        |
| Hiệp hội phê bình phim Florida                  | 21 tháng 12 năm 2018 | Phim hoạt hình xuất sắc nhất                                                   | Người Nhện: Vũ trụ mới | Đề cử     | [ 26 ]        |
| Hiệp hội phê bình phim Georgia                  | 12 tháng 1 năm 2019  | Phim hoạt hình xuất sắc nhất                                                   | Người Nhện: Vũ trụ mới | Đoạt giải | [ 26 ]        |
| Giải Quả cầu vàng                               | 6 tháng 1 năm 2019   | Phim hoạt hình hay nhất                                                        | Bob Persichetti, Peter Ramsey, Rodney Rothman, Phil Lord, Christopher Miller và Amy Pascal                                    | Đoạt giải | [ 28 ]        |
| Giải Mâm xôi vàng                               | 23 tháng 2 năm 2019  | The Razzie Redeemer Award                                                      | Sony Pictures Animation | Đề cử     | [ 29 ]        |
| Giải Golden Reel                                | 17 tháng 2 năm 2019  | Phim điện ảnh – Hoạt hình                                                      | Người Nhện: Vũ trụ mới | Đoạt giải | [ 30 ]        |
| Giải Golden Reel                                | 17 tháng 2 năm 2019  | Phim điện ảnh – Nhạc nền                                                       | Người Nhện: Vũ trụ mới | Đoạt giải | [ 30 ]        |
| Golden Tomato Awards                            | 11 tháng 1 năm 2019  | Phim hoạt hình xuất sắc nhất                                                   | Người Nhện: Vũ trụ mới | Đoạt giải | [ 31 ] [ 32 ] |
| Golden Tomato Awards                            | 11 tháng 1 năm 2019  | Phim công chiếu rộng rãi xuất sắc nhất                                         | Người Nhện: Vũ trụ mới | Đề cử     | [ 31 ] [ 32 ] |
| Giải Golden Trailer                             | 29 tháng 5 năm 2019  | Quảng cáo truyền hình âm nhạc xuất sắc nhất (cho phim điện ảnh)                | "Ham" | Đề cử     | [ 33 ]        |
| Giải Golden Trailer                             | 29 tháng 5 năm 2019  | TrailerByte xuất sắc nhất cho phim điện ảnh                                    | "Ham" | Đề cử     | [ 33 ]        |
| Giải Grammy                                     | 26 tháng 1 năm 2020  | Thu âm của năm                                                                 | "Sunflower" | Đề cử     | [ 34 ]        |
| Giải Grammy                                     | 26 tháng 1 năm 2020  | Trình diễn song tấu hoặc nhóm nhạc pop xuất sắc nhất                           | "Sunflower" | Đề cử     | [ 34 ]        |
| Giải Grammy                                     | 26 tháng 1 năm 2020  | Tác phẩm âm nhạc biên soạn xuất sắc nhất cho phim ảnh                          | Người Nhện: Vũ trụ mới | Đề cử     | [ 34 ]        |
| Giải của Nghiệp đoàn giám sát âm nhạc           | 13 tháng 2 năm 2019  | Bài hát/Bản thu cho phim điện ảnh xuất sắc nhất                                | "Sunflower" | Đề cử     | [ 35 ]        |
| Giải của Nghiệp đoàn giám sát âm nhạc           | 13 tháng 2 năm 2019  | Giám sát âm nhạc xuất sắc trong trailer phim điện ảnh                          | Jordan Silverberg for "Trailer 1"                                                                                             | Đề cử     | [ 35 ]        |
| Giải Harvey                                     | 4 tháng 10 năm 2019  | Phim chuyển thế từ truyện tranh xuất sắc nhất                                  | Người Nhện: Vũ trụ mới, Columbia Pictures và Sony Pictures Animation, dựa trên truyện tranh Spider-Man (Marvel Entertainment) | Đoạt giải | [ 36 ]        |
| Hiệp hội phê bình phim Houston                  | 17 tháng 12 năm 2018 | Phim hoạt hình xuất sắc nhất                                                   | Người Nhện: Vũ trụ mới | Đoạt giải | [ 37 ]        |
| Giải Hugo                                       | 18 tháng 8 năm 2019  | Trình chiếu chính kịch xuất sắc nhất                                           | Người Nhện: Vũ trụ mới | Đoạt giải | [ 38 ]        |
| Hiệp hội Cinephile quốc tế                      | 4 tháng 2 năm 2019   | Phim hoạt hình xuất sắc nhất                                                   | Người Nhện: Vũ trụ mới | Runner-up | [ 39 ]        |
| Giải Kid's Choice                               | 23 tháng 3 năm 2019  | Phim hoạt hình được yêu thích nhất                                             | Người Nhện: Vũ trụ mới | Đề cử     | [ 40 ]        |
| Giải Kid's Choice                               | 23 tháng 3 năm 2019  | Giọng lồng tiếng nam trong phim hoạt hình được yêu thích nhất                  | Shameik Moore | Đề cử     | [ 40 ]        |
| Giải Kid's Choice                               | 23 tháng 3 năm 2019  | Giọng lồng tiếng nữ trong phim hoạt hình được yêu thích nhất                   | Hailee Steinfeld | Đề cử     | [ 40 ]        |
| Hiệp hội phê bình phim Los Angeles              | 9 tháng 12 năm 2018  | Phim hoạt hình xuất sắc nhất                                                   | Người Nhện: Vũ trụ mới | Đoạt giải | [ 26 ]        |
| Giải Movieguide                                 | 8 tháng 2 năm 2019   | Phim gia đình xuất sắc nhất                                                    | Người Nhện: Vũ trụ mới | Đề cử     | [ 41 ]        |
| Giải Điện ảnh và Truyền hình MTV Awards         | 17 tháng 6 năm 2019  | Phim xuất sắc nhất                                                             | Người Nhện: Vũ trụ mới | Đề cử     | [ 42 ]        |
| Giải hình ảnh NAACP                             | 30 tháng 3 năm 2019  | Nhạc phim/Tuyển tập đột phá                                                    | Người Nhện: Vũ trụ mới | Đề cử     | [ 43 ]        |
| Giải hình ảnh NAACP                             | 30 tháng 3 năm 2019  | Trìnnh diễn lồng tiếng đột phá                                                 | Mahershala Ali | Đề cử     | [ 43 ]        |
| Giải hình ảnh NAACP                             | 30 tháng 3 năm 2019  | Trìnnh diễn lồng tiếng đột phá                                                 | Shameik Moore | Đề cử     | [ 43 ]        |
| Hiệp hội phê bình phim Quốc gia (Hoa Kỳ)        | 5 tháng 1 năm 2019   | Nam diễn viên phụ xuất sắc nhất                                                | Brian Tyree Henry | Runner-up | [ 44 ]        |
| Hiệp hội phê bình phim New York                 | 29 tháng 11 năm 2018 | Phim hoạt hình xuất sắc nhất                                                   | Người Nhện: Vũ trụ mới | Đoạt giải | [ 45 ]        |
| Hiệp hội phê bình phim trực tuyến New York      | 9 tháng 12 năm 2018  | Phim hoạt hình xuất sắc nhất                                                   | Người Nhện: Vũ trụ mới | Đoạt giải | [ 26 ]        |
| Hiệp hội phê bình phim trực tuyến               | 15 tháng 12 năm 2018 | Phim hoạt hình xuất sắc nhất                                                   | Người Nhện: Vũ trụ mới | Đoạt giải | [ 26 ]        |
| Giải thưởng của Nghiệp đoàn sản xuất phim Mỹ    | 19 tháng 1 năm 2019  | Nhà sản xuất phim điện ảnh hoạt hình đột phá                                   | Avi Arad, Phil Lord, Christopher Miller, Amy Pascal và Christina Steinberg                                                    | Đoạt giải | [ 46 ]        |
| Giải Ray Bradbury                               | 18 tháng 5 năm 2019  | Trình chiếu chính kịch đột phá                                                 | Người Nhện: Vũ trụ mới | Đoạt giải | [ 47 ]        |
| Hiệp hội phê bình phim San Diego                | 10 tháng 12 năm 2018 | Phim hoạt hình xuất sắc nhất                                                   | Người Nhện: Vũ trụ mới | Runner-up | [ 48 ]        |
| Hiệp hội phê bình phim San Francisco            | 9 tháng 12 năm 2018  | Phim hoạt hình xuất sắc nhất                                                   | Người Nhện: Vũ trụ mới | Đoạt giải | [ 49 ]        |
| Giải Sao Thổ                                    | 13 tháng 9 năm 2019  | Phim điện ảnh chuyển thể từ truyện tranh hay nhất                              | Người Nhện: Vũ trụ mới | Đề cử     | [ 50 ] [ 51 ] |
| Giải Sao Thổ                                    | 13 tháng 9 năm 2019  | Phim hoạt hình hay nhất                                                        | Người Nhện: Vũ trụ mới | Đoạt giải | [ 50 ] [ 51 ] |
| Hiệp hội phê bình phim Seattle                  | 17 tháng 12 năm 2018 | Phim hoạt hình xuất sắc nhất                                                   | Người Nhện: Vũ trụ mới | Đoạt giải | [ 52 ]        |
| South by Southwest                              | 12 tháng 3 năm 2019  | Thiết kế tựa đề xuất sắc nhất                                                  | Brian Mah và James Ramirez | Đoạt giải | [ 53 ]        |
| Hiệp hội phê bình phim St. Louis                | 16 tháng 12 năm 2018 | Phim hoạt hình xuất sắc nhất                                                   | Người Nhện: Vũ trụ mới | Đoạt giải | [ 54 ]        |
| Giải Teen Choice                                | 11 tháng 8 năm 2019  | Lựa chọn phim hành động                                                        | Người Nhện: Vũ trụ mới | Đề cử     | [ 55 ]        |
| Giải Teen Choice                                | 11 tháng 8 năm 2019  | Lựa chọn bài hát R&B/Hip-Hop                                                   | "Sunflower" | Đề cử     | [ 55 ]        |
| Hiệp hội phê bình phim Toronto                  | 9 tháng 12 năm 2018  | Phim hoạt hình xuất sắc nhất                                                   | Người Nhện: Vũ trụ mới | Đề cử     | [ 26 ]        |
| Visual Effects Society                          | 5 tháng 2 năm 2019   | Hiệu ứng hình ảnh đột phá trong phim điện ảnh hoạt hình                        | Joshua Beveridge, Christian Hejnal, Danny Dimian và Bret St. Clair                                                            | Đoạt giải | [ 56 ]        |
| Visual Effects Society                          | 5 tháng 2 năm 2019   | Nhân vật hoạt hình đột phá trong phim điện ảnh hoạt hình                       | Marcos Kang, Chad Belteau, Humberto Rosa và Julie Bernier Gosselin cho Miles Morales                                          | Đoạt giải | [ 56 ]        |
| Visual Effects Society                          | 5 tháng 2 năm 2019   | Sáng tạo môi trường đột phá trong phim điện ảnh hoạt hình                      | Terry Park, Bret St. Clair, Kimberly Liptrap và Dave Morehead cho Đồ họa Thành phố New York                                   | Đoạt giải | [ 56 ]        |
| Visual Effects Society                          | 5 tháng 2 năm 2019   | Hiệu ứng mô phỏng đột phá trong phim điện ảnh hoạt hình                        | Ian Farnsworth, Pav Grochola, Simon Corbaux và Brian D. Casper                                                                | Đoạt giải | [ 56 ]        |
| Hiệp hội phê bình phim vùng Washington D.C.     | 3 tháng 12 năm 2018  | Phim hoạt hình xuất sắc nhất                                                   | Bob Persichetti, Peter Ramsey và Rodney Rothman                                                                               | Đề cử     | [ 57 ]        |
| Hiệp hội phê bình phim vùng Washington D.C.     | 3 tháng 12 năm 2018  | Trình diễn lồng tiếng hoạt hình xuất sắc nhất                                  | Shameik Moore | Đề cử     | [ 57 ]        |